# Ignacio José Aránguiz Mendieta
Ignacio José de Aránguiz Mendieta (nació a fines de 1756 y se presume que falleció antes de 1827) fue diputado propietario del Primer Congreso Nacional, en 1811, representando a Huasco.

## Biografía
Hijo de Francisco Aránguiz Moraga, alcalde de Santiago en 1779, y de María de la Concepción Mendieta Leiva. Teniente coronel, regidor y elegido alcalde de Santiago en 1 de enero de 1809. Asistió al Cabildo Abierto de 1810. Simpatizante de la causa patriota fue diputado por Huasco al Congreso Nacional en 1811, en reemplazo de Francisco Antonio Pérez, quien se incorporó a la Junta de Gobierno, antes de la instalación del Congreso Nacional. El diputado Aránguiz se incorporó a principios del mes octubre. En sesión del 2 de octubre solicita que se le conceda el grado y retiro de coronel de milicias. Perteneció al Regimiento de Caballería de San Fernando, en un informe se indica “42 años, casado, calidad distinguida, teniente en 1803”. El 7 de octubre de 1811 del Congreso Nacional se acordó permitir que nombrara un sustituto que lo como regidor de la capital.
Fue propietario de la estancia de Nancagua y casó con María Mercedes Valdés Bravo de Naveda. No tuvo descendencia. Su viuda testó en Santiago en 1827, por lo que se presume que falleció antes de esa fecha.